# Stacje HD dostępne w Wielkiej Brytanii
Poniżej znajduje się lista wszystkich kanałów HD dostępnych obecnie lub wkrótce w Wielkiej Brytanii.

## Kanały obecne [61 kanałów]

### 2006 (13 kanałów)
- Sky HD Retail Info (17 lutego)
- BBC HD (15 maja)
- Discovery HD (22 maja)
- National Geographic Channel HD (22 maja)
- Sky Box Office HD1 (22 maja)
- Sky Box Office HD2 (22 maja)
- Sky Arts 1 HD (22 maja)
- Sky Movies Crime & Thriller HD (22 maja)
- Sky Movies Showcase HD (22 maja)
- Sky Sports HD1 (22 maja)
- Sky1 HD (22 maja)
- Sky Sports HD2 (31 lipca)
- History HD (26 października)

### 2007 (2 kanały)
- Luxe.tv HD (3 grudnia)
- Channel 4 HD (10 grudnia)

### 2008 (16 kanałów)
- Sky Sports HD 3 (17 marca)
- Sky Movies Premiere HD (20 marca)
- Rush HD (7 kwietnia)
- FX HD (28 kwietnia)
- ITV1 HD (7 czerwca)
- Eurosport HD (15 lipca)
- Sky Movies Action & Adventure HD (8 października)
- Sky Movies Drama & Romance HD (8 października)
- Sky Movies Modern Greats HD (8 października)
- Sky Movies Family HD (15 października)
- Sky Movies Comedy HD (15 października)
- Sky Movies Sci-Fi & Horror HD (15 października)
- Bio.HD (5 listopada)
- Crime & Investigation Network HD (5 listopada)
- Disney Cinemagic HD (1 grudnia)
- MTVNHD (16 grudnia)

### 2009 (8 kanałów)
- Syfy HD	(26 stycznia)
- Sky Arts 2 HD (2 marca)
- National Geographic Wild HD (1 kwietnia)
- ESPN HD	(3 sierpnia)
- Living HD (6 października)
- Sky Movies Indie HD (26 października)
- E4 HD (14 grudnia)
- MGM HD (14 grudnia)

### 2010 (21 kanałów)
- Sky 3D (3 kwietnia)
- Sky Sports HD4 (29 kwietnia)
- S4C Clirlun (30 kwietnia)
- Sky News HD (6 maja)
- STV HD (6 czerwca)
- ESPN America HD (21 czerwca)
- Universal Channel HD (28 czerwca)
- Channel Five HD (13 lipca)
- Film4 HD (20 lipca)
- Comedy Central HD (9 sierpnia)
- Sky Movies Classics HD (9 sierpnia)
- Sky Sports News HD (23 sierpnia)
- Good Food HD (31 sierpnia)
- Eden HD (4 października)
- Nickelodeon HD (5 października)
- UTV HD (5 października)
- ITV2 HD (7 października)
- Disney XD HD (18 października)
- BBC One HD (3 listopada)
- ITV3 HD (15 listopada)
- ITV4 HD (15 listopada)

### 2011 (1 kanał)
- Sky Atlantic HD (1 lutego)

## Kanały przyszłe

### 2011
- Sky Livingit HD (luty)
- Racing UK HD (I kwartał)
- UTV HD (?)

### 2012
- QVC HD (?)

### Niewiadoma data
- Animal Planet HD (?)
- Setanta Sports HD (?)
- Sky Basic HD (?)